# Hure (affluent de la Meurthe)
Pour les articles homonymes, voir Hure.
Le Hure, ou la Hure encore appelé de façon triviale ruisseau d'Hurbache, est une petite rivière française qui coule dans l'est du département des Vosges et en région Grand Est. C'est un affluent droit de la Meurthe, donc un sous-affluent de la Moselle, qui se jette par le Rhin dans la mer du Nord.

## Géographie
De 15,1 km de longueur, le Hure ou la Hure prend sa source précisément au rain de Lassaux, au-dessus du village de Saint-Jean-d'Ormont, dans le prolongement, au-delà du col du Bon Dieu, du flanc nord du vieux massif gréseux de l'Ormont, sur la commune de Ban-de-Sapt. Son nom a une origine commune avec l'Ormont, qui provient d'un vocable gallo-romain Hurinegamontes. Il rejoint au village Saint-Jean le ruisseau de la Hure qui prend sa source au-dessus du vallon du Fraîteux, sous le col du Las. Ce col entre le Servaumont et le Bois des Faîtes permet de quitter la commune de Ban-de-Sapt pour gagner La Grande-Fosse. Le ruisseau de la Hure a un cours plus long et reçoit le ru du col d'Hermanpaire, les ruisseaux de Nayemont et de la Saux.
L'apport essentiel du versant nord de l'Ormont s'égoutte par le ruisseau des Gouttes, qui rejoint d'abord le Hure. Autrefois, le Hure ayant collecté le ruisseau des Gouttes était plus abondant et surtout plus régulier que les autres ruisseaux. Comme il est surtout de tradition de dénommer le Hure et le val de Hure, à partir de l'église Saint-Jean, l'ancien nom du ruisseau que l'on appelle depuis quelques siècles sur les cartes ruisseau de la Hure s'est perdu auprès des habitants et la contamination du terme Hure, caractéristique de la vallée d'Hurbache - du vieux nom gaulois Hurini Bacco - a modifié l'appellation originelle.
Quoi qu'il en soit, le Hure est un petit affluent de la rive droite de la Meurthe, il s'y jette juste après sa confluence avec le Tapageur dans la vaste prairie humide de Bellefontaine, hameau méridional de la commune d'Étival-Clairefontaine. Les autres communes traversées à partir de l'amont sont Saint-Jean-d'Ormont, Denipaire, Hurbache en leur milieu et finalement le nord de La Voivre, près du hameau de La Hollande. Il se nourrit, sur sa rive sud et gauche des ruisseaux des Gouttes, de Haningoutte, de la Goutte, de Spéhaugoutte, et sur sa rive nord et droite du ruisseau de la Hure, des eaux du Robégoutte, du Turu(mont) et du Tapageur, les deux derniers rus dévalant sous le Grand Himbaumont, hameau de Moyenmoutier.

## Hydronymie
Le nom du ruisseau est attesté sous les formes Fontana Hungrinega (948) ; Ruisseau d’Hurbache (XIXe siècle).

Du germanique hur « ruisseau », a désigné d'abord le cours d'eau, puis le village Hurbache,.
Il est à noter que les cartes IGN mentionnent le Hure sous la graphie la Hure R(uisse)au sur l'ensemble de son cours d'eau, en dépit des anciennes traditions respectées et connues des populations et même en contradiction avec les appellations touristiques ou politiques récentes Val du Hur, communauté de communes du val du Hure qui accordent tacitement le singulier au Hure.

### Communes et cantons traversés
Dans le seul département des Vosges, la Hure traverse les six communes suivantes, de Étival-Clairefontaine, La Voivre, Hurbache, Denipaire, Ban-de-Sapt, Saint-Jean-d'Ormont.

Le Hure à Hurbache.
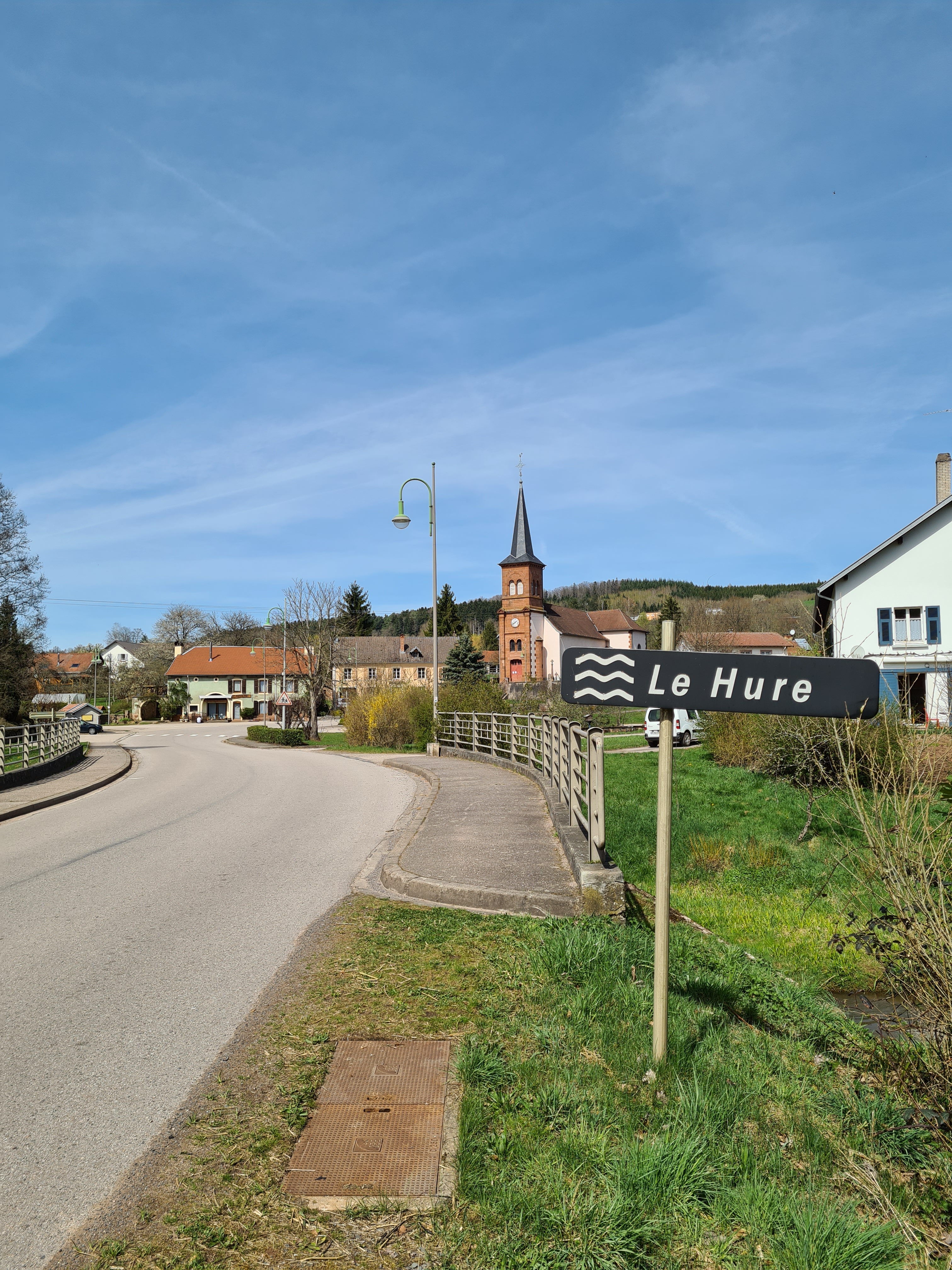
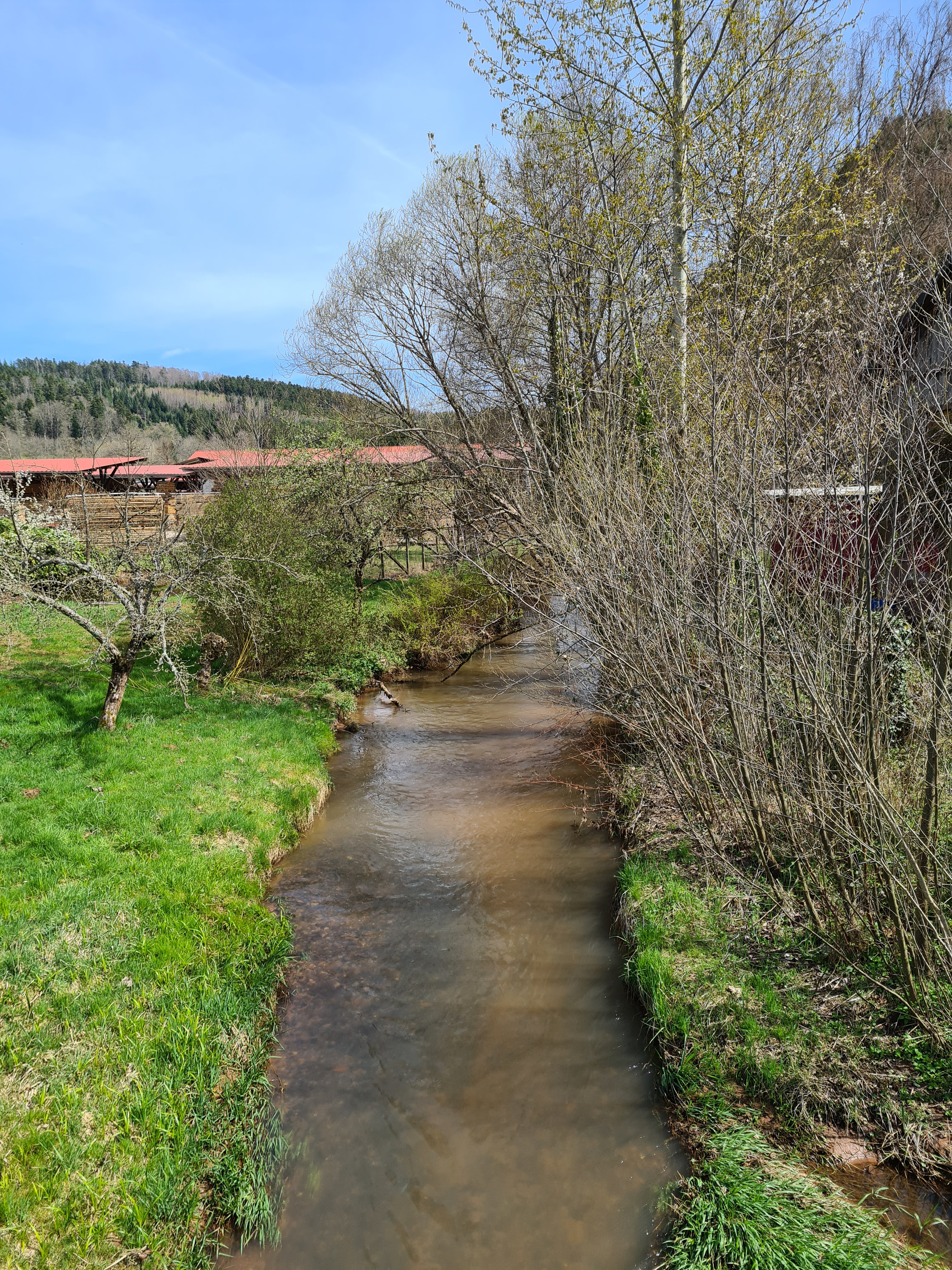
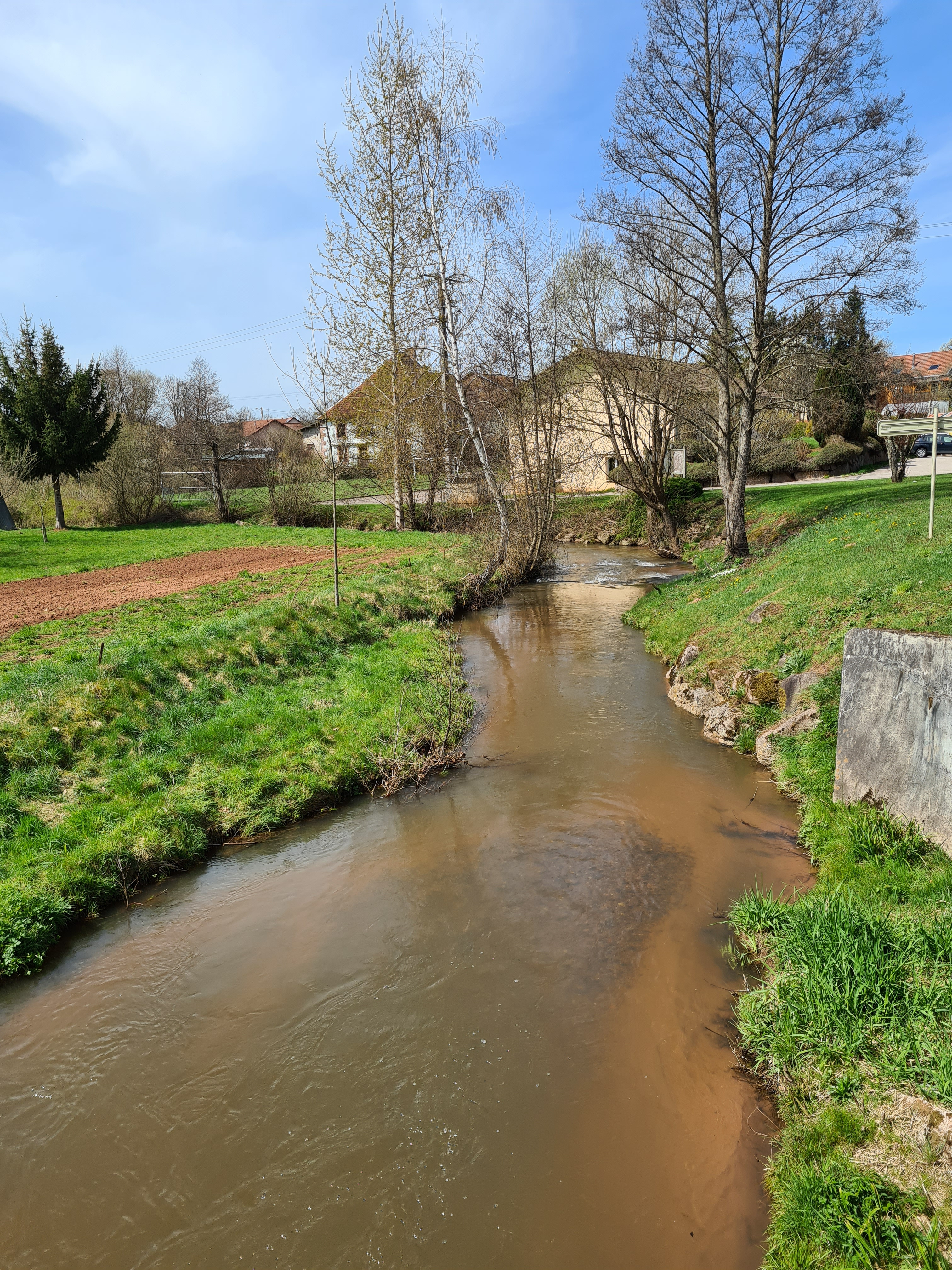

### Bassin versant
La Hure traverse une seule zone hydrographique La Hure (A608) de 39 km2 de superficie. Ce bassin versant est constitué à 64,98 % de « forêts et milieux semi-naturels », 31,89 % de « territoires agricoles », 2,30 % de « territoires artificialisés ».

## Affluents
La Hure a quatre affluents référencés :
- le ruisseau des Gouttes,
- le ruisseau de la Foulere,
- le ruisseau de la Goutte,
- le ruisseau le Tapageur.

Donc son rang de Strahler est de deux.

## Géologie d'une vallée singulière

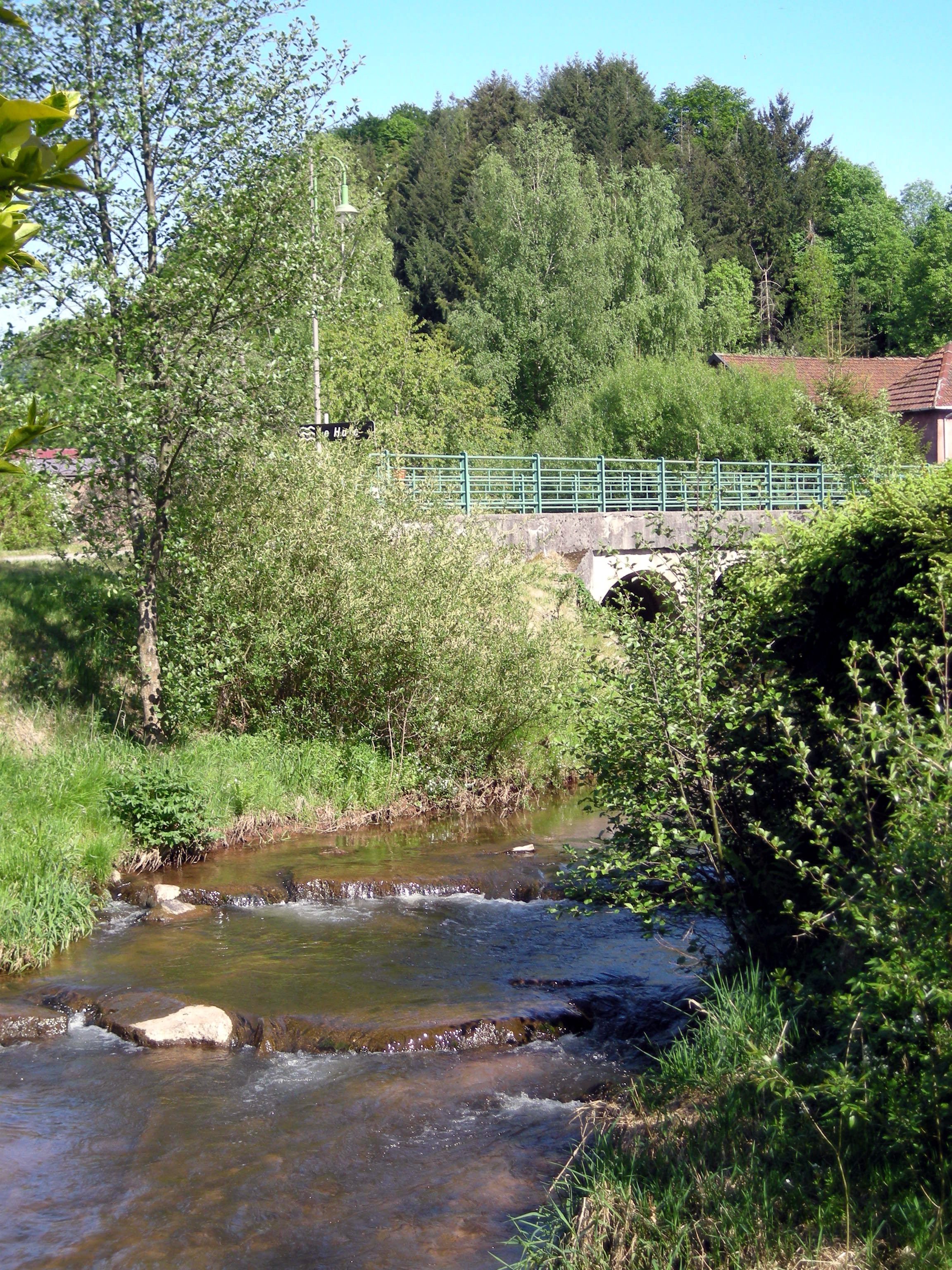
Le Hure à Hurbache.

La vallée du Hure, en amont de Hurbache, délimite deux espaces géologiques, constamment surélevés et faillés depuis l'ère tertiaire à cause de la formation du graben alsacien, et dont les tréfonds, d'âge permien à dévonien, par lente érosion, sont parvenus en surface quasiment sous nos yeux. Au sud du Hure, un puissant bassin permien, au nord, un massif volcano-sédimentaire dévonien.
Au sud, le massif gréseux, construit par une puissante accumulation de grès rouges permiens, surplombée à plus de 450 mètres d'altitude de grès vosgiens ou triasiques, continue l'Ormont. Les grès rouges révèlent à certaines hauteurs des couches de calcaires dolomitiques, avec parfois des inclusions de silex rubigineux. Les grès rouges s'altèrent en blocs et pierres de plus en plus menues, puis en gros sables feldspathiques et quartzeux, auxquels s'ajoutent des matières argileuses non négligeables et parfois des calcaires principalement sous forme de dolomie.
Au nord, un massif de roches principalement volcaniques et sédimentaires d'âge dévonien fortement métamorphisé au cours de périodes ultérieures, dénommé le massif dévono-dinantien de Moyenmoutier-Schirmeck, lui fait face, si on prend soin de découvrir en pensée les derniers lambeaux ou monticules de grès qui s'accrochent surtout sur les plateaux. Au sud de ce massif de roches basiques sous forme de dolérites et diabases, avec des coulées de kératophyres, des infiltrations de microgranites et des dépôts de rhyolites parsemés dans des matériaux volcaniques sédimentaires indifférenciés, se remarque un domaine des compartiments de diorites et de granodiorites. On trouve aussi des grauwackes de Moyenmoutier et de cornéennes amphiboliques, de conglomérats grossiers et schistes métarmorphiques de Denipaire lorsque le géologue peut préciser des séries. Le massif au-delà de Châtas et Ban-de-Sapt jusqu'au surplomb du val du Rabodeau devient le vaste domaine du granite à porphyroïdes, dit granite de Senones.
Cette dissymétrie de part et d'autre du Hure et d'une manière générale du bassin permien de Saint-Dié dans le prolongement de la faille Lalaye-Lubine s'explique par une collision de plaques continentales au Dévonien. Il s'agit de la rencontre de la plaque saxo-thuringienne venant du nord et de la plaque moldo-danubienne du sud. Les cratons ont fini par se souder, après une lente refonte des roches, puis une résurgence sous des formes volcaniques en surface ou magmatiques en profondeur des matériaux rocheux engloutis. Tous les milieux marins bordiers n'ont pas été recyclés, il en reste des schistes et des argiles. Au nord témoignent de vastes épanchements de basaltes porphyriques, ici improprement dénommé en carrière trapp de Raon-L'Étape. La montée plus méridionale des granodiorites ou des diorites a été plus lente dans les profondeurs de la croûte. Il en est resté une propension au sud à garder de gigantesques fosses, qui ont été résorbées ou comblées par les sédiments sableux et les matériaux volcaniques du permien. C'est l'origine du profond et vaste bassin permien de Saint-Dié, aujourd'hui en faible partie surélevé.
En aval d'Hurbache, le massif volcano-sédimentaire dévonien est bien recouvert par les coriaces grès permiens et triasiques du Himbaumont. Les matériaux de terrasses fluvio-glaciaires protègent même une partie du flanc sud de ce mont, avant le débouché du Hure dans la grande vallée de la Meurthe. Néanmoins entre La Hollande et Belle Fontaine, à la base du bois de Chênecieux, se révèle sur quelques centaines de mètres un coin du massif dévonien porteur sous-jacent, sous forme de granodiorites à enclaves, semblables à celle de l'autre rive, sur le plateau d'Étival, entre Meurthe et Valdange.